# Sophène

La Sophène lors de son incorporation à l'Arménie de Tigrane II.

La Sophène (en arménien Ծոփք, Tsopk ou Cop’k’) est un ancien royaume arménien situé dans le sud-est de l'actuelle Turquie.

## Histoire

### Origines
Le territoire de la Sophène fut joint au royaume de l'Urartu au VIIIe siècle av. J.-C. par Argishti Ier. Ce roi déporta une partie de ses habitants afin de peupler la nouvelle ville qu'il venait de fonder, Erebouni, en 782 av. J.-C.
La Sophène se retrouve ultérieurement au sein du royaume des Orontides. Elle s'hellénise progressivement après les campagnes d'Alexandre le Grand dans les années 330 av. J.-C. En 316 av. J.-C., la satrapie arménienne passe entre les mains du satrape Orontès III. Au début du IIIe siècle av. J.-C., les descendants d'Orontès prennent le titre de roi et fondent une véritable dynastie royale, les Orontides.

### Royaume de Sophène
Au cours du IIIe siècle av. J.-C., les Séleucides imposent aux Orontides la sécession de la région. La Sophène devient alors un royaume indépendant dirigé par une branche des Orontides.
De 210 à 204 av. J.-C., une série de campagnes victorieuses permet à l'empereur séleucide Antiochos III d'occuper à la fois l'Arménie et la Sophène, mettant fin au règne en ces contrées de la dynastie orontide. Antiochos le Grand fait alors gouverner les pays arméniens par deux « stratèges » aux noms iraniens, Artaxias (Grande-Arménie) et Zariadris (Sophène). Après le désastre de la bataille de Magnésie du Sipyle contre les Romains (190 av. J.-C.) et le dictact romain d'Apamée (188 av. J.-C.), les deux satrapes proclament leur indépendance en assumant le titre royal, avec la protection du Sénat romain.
La Sophène devient à nouveau indépendante et Zariadris initialement stratège d'Antiochos III fonde une véritable dynastie. Ses descendants vont en effet régner sur la région jusqu'à son annexion par Tigrane II en 90 av. J.-C.
Selon Strabon, Artaxias et Zariadris « unirent leurs efforts pour s'agrandir aux dépens des nations voisines ».
L'annexion de la Sophène en 90 av. J.-C. marque le début de la première vague d'expansion de l'Arménie de Tigrane II. Néanmoins, son alliance avec Mithridate VI du Pont, ses démêlés avec les Romains et les intrigues de son fils Tigrane le Jeune finissent par lui coûter. Face à la pression de Pompée et de ses légions, Tigrane II cède la Sophène à son fils en 66 av. J.-C. Ce dernier s'y maintient à peine une année.
En 54, Néron détache la Sophène de l'Arménie et fait de Sohaemus d'Émèse son roi, jusqu'après 60 (probablement jusqu'au traité de Rhandeia en 63), lorsqu'elle retourne en Arménie.

#### Rois de Sophène
- Zariadrides :
  - 188 av. J.-C.-??? : Zariadris Ier[7] ;
  - 159-150 av. J.-C. : Mithrobazane, fils du précédent ;
  - 110-90 av. J.-C. : Artanès ou Orontès, fils possible du précédent[8] ;
  - tué en 69 av. J.-C. : Mithrobazane (II), fils possible du précédent[8] ;
- Artaxiades :
  - 90-65 av. J.-C. : Tigrane II ;
  - 65 av. J.-C.-? : Tigrane le Jeune, son fils ;
- 54-après 60 ap. J.-C. : Sohaemus d'Émèse (probablement jusqu'au traité de Rhandeia en 63)[9].

### Annexion romaine
Sous le Bas-Empire, la Sophène (189-530) est une province du diocèse du Pont, sous le nom de Satrapies d'Arménie : Angeghtun (en) (ou Ingelene), Balabitene (en), Antzitene (en) (Hanzit), Hashteank (en) (Asthianene, Kitharizon), Martyropolis (Silvan/Mafarqîn)...
.

## Province arménienne

Les quinze provinces de l'Arménie historique, avec la Sophène à l'ouest.

La Sophène, sous le nom de Čorrord Hayk’ (« Arménie Quatrième ») ou de Cop’ac’ Kołmn (« région de Cop’k’ ») est la deuxième province du royaume d'Arménie (de -190 à 428) selon Anania de Shirak. En tant que telle, elle se compose de huit districts ou cantons (gavar, գավառ) :
- Xorjean (Խորձեան) ;
- Hašteank (Հաշտեանք) ;
- Pałnatun (Պաղնատուն) ;
- Balahovit (Բալահովիտ) / Aršamašat (Արշամշատ) ;
- Cop’k’ P’ok’r (Ծոփք Փոքր) / Cop’k’ Šahuneac’ ;
- Anjit (Անձիտ) / Hanjit ;
- Dēgik (Դեգիք) ;
- Gawrēk’ (Գավրէք).

#### Antiquité romaine
- Province romaine,Gouverneur romain,
- Liste de voies romaines,
- Antiquité tardive, Notitia dignitatum,
- Liste des diocèses de l'Empire romain tardif, Liste des provinces du Bas-Empire
- Arménie byzantine
- Diocèse du Pont (314-535, 548-650c, Amasya)
- Préfecture du prétoire d'Orient (280-650c)
- Empire byzantin (Empire romain d'Orient, 395-1204, 1261-1453)
- Génocide arménien (1915-1916)